# 公孫敖
公孫敖（？—前96年），義渠人，漢朝軍事人物。

## 生平
早年是漢武帝的騎郎（騎兵侍從），建元三年（前138年）从馆陶长公主刘嫖手里救出还在建章营当差的大将军衛青。元光六年（前129年），與驍騎將軍李廣等各率一萬騎兵，出擊匈奴，損失七千騎兵。本當斬首，後繳納贖金，廢為庶人。
元朔五年（前124年），以校尉从大将军卫青击匈奴，至右贤王庭，获王，以功封合骑侯。元朔六年（前123年），以中将军身份从大将军卫青出定襄击匈奴，无功而还。
元狩二年（前121年）夏，和霍去病分兵從北地郡（在今甘肅環縣）、陇西出發，西击匈奴，出塞後分兵前進。公孫敖在沙漠中迷路，误期，霍去病孤軍深入，越過居延海，抵祁連山，殲滅匈奴三萬餘人。公孫敖赎为庶人。
太初元年（前104年），即贰师将军李广利西伐大宛那年，因杅将军公孙敖奉命出塞筑受降城（今内蒙古阴山西北），迎接匈奴降者。这年冬天，匈奴下大雪，牲畜损失很大。
天汉四年（前97年）春正月，贰师将军李广利出朔方，因杅将军公孙敖万骑、步兵三万人出雁门。公孙敖击匈奴至余吾水，与左贤王交战失利返回，损失士卒多，当斩，逃亡民间。
太始元年（前96年）春正月，因妻涉巫蛊案，公孙敖腰斬死，全家遭誅連。

## 家庭
- 父亲：公孙□
- 母亲：□氏
- 妻子：□氏（死于巫蛊之祸）

## 錯把李緒當李陵
天漢二年（前97年），李陵被匈奴所俘虜，留在匈奴一年多，漢武帝命公孫敖派兵深入匈奴接回李陵，無功而還。於是公孫敖就回答：「捕獲活口，說李陵教單于用兵以防漢軍，所以臣無所得。」漢武帝聽後，將李陵的家人誅殺，隴西士大夫更以李氏爲愧。其後，漢遣使到匈奴。李陵問使者：「我為大漢領兵五千人橫行匈奴，只因亡救而敗，有何負於大漢而要把我家人誅殺？」使者回答：「漢室聽聞李少卿教匈奴用兵。」李陵回答：「乃李緒，非我也。」

## 延伸阅读
[在维基数据编辑]
 《史記/卷111》，出自司馬遷《史記》